# Stoutsville (Missouri)
Pour les articles homonymes, voir Stoutsville.
Stoutsville est un village du comté de Monroe, dans le Missouri, aux États-Unis,. Situé à l'est du comté, il est fondé en 1871 et également incorporé en 1871.

## Démographie
Lors du recensement de 2010, le village comptait une population de 36 habitants. Elle est estimée, en 2016, à 46 habitants.

### Source de la traduction
- (en) Cet article est partiellement ou en totalité issu de l’article de Wikipédia en anglais intitulé « Stoutsville, Missouri » (voir la liste des auteurs).